# Communes de la province de Pesaro et d'Urbino
- Haut – A
- B
- C
- D
- E
- F
- G
- H
- I
- J
- K
- L
- M
- N
- O
- P
- Q
- R
- S
- T
- U
- V
- W
- X
- Y
- Z

## A
- Acqualagna
- Apecchio
- Auditore

## B
- Barchi
- Belforte all'Isauro
- Borgo Pace

## C
- Cagli
- Cantiano
- Carpegna
- Cartoceto
- Colbordolo

## F
- Fano
- Fermignano
- Fossombrone
- Fratte Rosa
- Frontino
- Frontone

## G
- Gabicce Mare
- Gradara

## I
- Isola del Piano

## L
- Lunano

## M
- Macerata Feltria
- Mercatello sul Metauro
- Mercatino Conca
- Mombaroccio
- Mondavio
- Mondolfo
- Monte Cerignone
- Monte Grimano
- Monte Porzio
- Montecalvo in Foglia
- Monteciccardo
- Montecopiolo
- Montefelcino
- Montelabbate
- Montemaggiore al Metauro

## O
- Orciano di Pesaro

## P
- Peglio
- Pergola
- Pesaro
- Petriano
- Piagge
- Piandimeleto
- Pietrarubbia
- Piobbico

## S
- Saltara
- San Costanzo
- San Giorgio di Pesaro
- San Lorenzo in Campo
- Sant'Angelo in Lizzola
- Sant'Angelo in Vado
- Sant'Ippolito
- Sassocorvaro
- Sassofeltrio
- Serra Sant'Abbondio
- Serrungarina

## T
- Tavoleto
- Tavullia

## U
- Urbania
- Urbino